# António Cabreira
António Tomás da Guarda Cabreira de Faria e Alvelos Drago da Ponte (Tavira, 30 de Outubro de 1868 – Lisboa, 21 de Novembro de 1953), matemático, astrónomo e publicista. Foi ainda representante dos Títulos Miguelistas de Conde de Lagos e de Visconde do Vale da Mata.

## Infância e estudos
Nasceu a 30 de Outubro de 1868, na casa da sua família materna, à altura sita na Rua Borda de Água de Aguiar e no Rua da Alegria, tendo a toponímia sido alterada (em 1917) para Rua Jaques Pessoa e Rua Dr. António Cabreira.
Em criança frequentou a Escola do Padre Francisco de Paula da Fonseca Neves, prior da Freguesia do Lumiar, Lisboa, tendo abandonado os estudos aos 12 anos e acompanhado o pai enquanto este servia como Tenente Coronel no Porto e em Lagos. Em 1885, já com 17 anos, matriculou-se no Liceu Nacional de Faro, tendo posteriormente prosseguido os estudos em Lisboa, de 1887 a 1889.
Com 21 anos tornou-se aluno da Escola Politécnica no Curso de Engenheiro Construtor Naval por ter sido dado como incapaz na junta médica, impedindo-o de seguir uma carreira militar como o seu pai e avô. Nesta altura, intensifica a sua actividade política na Comissão Executiva Central do Partido Legitimista, tendo ainda chegado a Redactor Político do jornal A Nação, de Lisboa, em 1891, tendo desistido dos estudos mais uma vez. Apenas voltaria neles a ingressar em 1894 como regente das cadeiras de Mecânica Racional e de Filosofia das Matemáticas no Instituto 19 de Setembro, que havia fundado.

## Academia
A 18 de Março de 1897 foi simultaneamente eleito, por unanimidade, Sócio Correspondente da Academia Real de Ciências de Lisboa, assim como Associado Correspondente estrangeiro da Academia das Ciências, Inscrições e Belas Letras de Toulouse, instituição fundada em 1746 por carta patente de Luiz XV.
António Cabreira tornou-se também Membro Correspondente das Academiasː da Academia das Ciências e Letras de Montpellier (29 de Março de 1898), da Academia das Ciências, Artes e Belas Letras de Dijon (3 de Março de 1897), da Academia das Ciências Sociais e Políticas de Venezuela (7 de Março de 1922), Académico Correspondente da Academia Real das Ciências e Artes de Barcelona (31 de Março de 1909) e Académico Efectivo Correspondente da Academia Internacional de Letras e Ciências de Nápoles (6 de Abril de 1921).
Foi agraciado com a distinção de "Doutor Honoris Causa" em Matemáticas, pela Universidade do Arizona, segundo Diploma de 18 de Junho de 1912 e com a Medalha de Honra pelo III Centenário da Universidade de Amesterdão, de 23 de Dezembro de 1933.
Foi Presidente do Primeiro Congresso Arqueológico Nacional, em 1920 em Tavira, que viria a eleger a Junta Arqueológica Nacional. Apesar da fraca adesão por parte dos arqueólogos portugueses, o Congresso que ficou conhecido por defender o princípio das explorações arqueológicas pelo país e a conservação e salvaguarda do património arqueológico, questionando as práticas instituídas do Museu Arqueológico de Belém.
Publicou obras sobre assuntos variados (como sejam, por exemplo Sobre Alguns Factores da Expressão Fisionómica e as Características Anatómicas e Psicológicas, de 1915, Júlio Verne, Educador e Pedagogo, de 1925, Determinação Exacta da Data da Morte de Cristo, de 1936, Teoria e Solução da Quadratura do Círculo e da Circulatura do Quadrado, de 1941 e Teoria e Solução da Cubatura da Esfera e da Esferatura do Cubo, de 1945).
Terá impulsionado a criação de diversas instituições como a Academia das Ciências de Portugal e o Instituto Histórico da Marinha, entre outras. Colaborou no boletim da Universidade Livre publicado entre 1914 e 1916.

## Morte e sepultura
Faleceu em Lisboa, a 21 de Novembro de 1953. Encontra-se sepultado num jazigo de família, no Cemitério de Tavira, juntamente com os seus pais. O jazigo, localizado na avenida central do cemitério, é decorado com o brasão atribuído aos Condes de Lagos, figuras de leões, esferas armilares e duas cruzes, alusivas às Ordens Militares de Avis e Sant'Iago da Espada, contendo ainda a inscrição:
EIS UM MOIMENTO DIGNO E QUE A SAUDADE ERGUEU
PARA REPÔR NA MORTE O MEU DESFEITO LAR
JULHO 5 DE 1928

## Condecorações
- "Al Merito", 1.ª Classe, da República do Chile. Diploma de 29 de Junho de 1922
- Comendador da Ordem Militar da Torre e Espada, do Valor, Lealdade e Mérito. Decreto de 17 de Maio de 1919 [4]
- Cavaleiro da Legião de Honra (como sábio português). Decreto de 8 de Janeiro de 1903

Foi o principal fundador, impulsionador e "Cavaleiro de Honra", por ser descendente de D. Paio Peres Correia, da Ordem de Santa Maria do Castelo, tendo também estado presente na sua inauguração a 20 de Dezembro de 1921, na Igreja do mesmo nome, em Tavira, em representação do Chefe de Estado.
A Ordem viu o seus estatutos aprovados pelo Governo, pelo Cardeal-Patriarca de Lisboa, D. António Mendes Bello e pelo bispo do Algarve. Pretendia exaltar a memória de D. Paio Peres Correia, preservar a Igreja de Santa Maria do Castelo e o património de Tavira, porém sabe-se que logo em 1947 já a ordem não é referida e o Estado proíbe mesmo o seu uso oficial.

## Família
Filho de Tomás António da Guarda Cabreira (Tavira, 1822 – Tavira, 10 de Novembro de 1886), Representante dos títulos dados por D. Miguel I de Portugal de Conde de Lagos e de Visconde do Vale da Mata, e de sua mulher (6 de Janeiro de 1864) Francisca Emília Pereira da Silva, de Ponta Delgada, irmão de Tomás Cabreira e neto de Tomás António da Guarda Cabreira (1.º Conde de Lagos e 1.º Visconde do Vale da Mata).
Casou em Lisboa a 19 de Outubro de 1937 com Gualdina de Lima, sem geração.

## Legado
António Cabreira foi homenageado com um busto em Tavira, no Jardim do Coreto, da autoria de Raúl Maria Xavier, em comemoração das suas Bodas de Ouro Académicas. O busto foi oferecido pelo Instituto António Cabreira em 1944 e inaugurado na presença do próprio homenageado, no mesmo ano.
Também a rua da casa onde nasceu em Tavira, passou em 1917, de Rua da Alegria para Rua Dr. António Cabreira, nome que se mantém. 
Em 1942 doou o palacete onde nascera, em Tavira, ao Município, para aí se instalar uma Biblioteca Municipal e Arquivo Histórico do Concelho. O edifício é actualmente ocupado pelo Arquivo Municipal.

## Fonte
- Marreiros, Glória Maria. Quem Foi Quem? 200 Algarvios do Século XX (2ª ed., 2001). Edições Colibri, Lisboa, 2000.